# Šen-čou 6
Šen-čou 6 (čínsky pchin-jinem Shénzhōu liùhào, znaky zjednodušené 神舟六号, tradiční 神舟六號; česky Božská loď 6) byla druhým pilotovaným letem Čínské lidové republiky, uskutečněným v roce 2005. Posádka otestovala nové skafandry a prováděla vědecké experimenty. Přesná činnost posádky byla utajena. Návratový modul přistál v oblasti Vnitřního Mongolska (severovýchodní Čína) ve stejném místě jako posádka předchozího letu Šen-čou 5 a dalších bezpilotních letů. Orbitální modul pokračoval v samostatném letu na oběžné dráze.

## Posádka
- Fej Ťün-lung (1)  Čínská lidová republika
- Nie Chaj-šeng (1)  Čínská lidová republika

V závorkách je uvedený dosavadní počet letů do vesmíru včetně této mise.
Záložní posádka:
- Čaj Č’-kang (0)  Čínská lidová republika
- Wu Ťie (0)  Čínská lidová republika

Druhá záložní posádka:
- Liou Po-ming (0)  Čínská lidová republika
- Ťing Chaj-pcheng (0)  Čínská lidová republika